# アザーキン
アザーキン（英: Otherkin）は、自らを部分的あるいは完全に、「人間ならざるもの（nonhuman）」であると自己規定する人のサブカルチャーである。一部のアザーキンは、自らのアイデンティティが霊魂・転生・神の意志といった霊的現象や、先祖、象徴あるいは隠喩によって規定されると考えている。また、自らのアイデンティティは特殊な心理的あるいはニューロダイバーシティに規定されており、このことについて霊的信念をもたないアザーキンもいる。
アザーキン・サブカルチャーは1990年代前期から中葉にかけて、エルフによるオンラインコミュニティを介して成長した。「アザーキン」は以来、同時期に展開された、人間ならざるものとしてのアイデンティティを有する多くのサブカルチャーを総称する語として用いられた。

## 語源
1981年の『中英語辞典』によれば、形容詞としての「Otherkin」は「異なる、あるいは別の、他の種類の（a different or an additional kind of, other kinds of）」という意味を持つ。2017年のオックスフォード英語辞典では、同語は「別種の、他の、異なる（of another kind; other, different）」と説明されている。
サブカルチャーにおけるこの語の初出は1990年7月であり、表記ゆれである「otherkind」はさらにはやい同年4月に確認されている。「otherkind」は「elfkind」から造語された語であるが、この言葉はコミュニティに参加した非エルフ（non-elf）について言及する際に用いられた。以来、「otherkin/otherkind」の語は、様々な人間ならざるものとしてのアイデンティティを包含するようになった。
アザーキンはより大きな概念であるオルターヒューマン（Alterhuman）の下位分類であり、この語は伝統的にヒトと考えられてきた存在も包含する。

## 呼称とアイデンティティ
アザーキンという枠組みは、さまざまなアイデンティティを内包している。アザーキンは、自然界あるいは神話、ポピュラーカルチャーの生物をアイデンティティとすることがある。これに限定されるものではないが、例としては宇宙人・天使・悪魔・ドラゴン・エルフ・妖精・狐・馬・スプライト・ユニコーン・狼、その他の想像上の存在などがある。珍しい例として、植物・機械・概念あるいは気象といった自然現象をアイデンティティとする者もいる。
アザーキンとしてのアイデンティティを有する実体のことをキンタイプ（kintype）という。アザーキンコミュニティのあいだでは、接尾詞 -kin を任意の語につけて個人識別子とする。たとえば、ドラゴンをアイデンティティとする人は「ドラゴンキン（dragonkin）」とよばれる、また、複数のアイデンティティを有する人のことを「ポリキン（polykin）」とよぶ。動物や他の対象に強いアイデンティティを感じる（identify with）ものの、自分自身をその種であると規定する（identity as）わけではない人のことをアザーハーティッド（otherhearted）という。たとえば、ドラゴンにアイデンティティを感じる人のことは「ドラゴンハーティッド（dragon-hearted）」とよぶ。
架空のキャラクターないし種をアイデンティティとする人のことをフィクションキン（fictionkin）という。たとえば、キンタイプがポケモンであるアザーキンはフィクションキンである。しかし、架空動物としての自らのアイデンティティのうち、その動物としての側面を重視するアザーキンは、「フィクトセリアン（fictotherian）」の呼称を好む。キマイラといった、神話上の生物をアイデンティティとするアザーキンは「フィクションキン」の語を嫌い、単に「アザーキン」、あるいは「ミスキン（mythkin）」と呼ばれることを好む。
自然界の動物をアイデンティティとする人のことをセリアン（thearian）という。セリアンがアイデンティティとする動物の種のことはシアリオタイプ（theriotype）とよぶ。たとえば、コヨーテをシアリオタイプとするアザーキンはコヨーテ・セリアン（coyote therian）である。また、複数のシアリオタイプをもつセリアンのことをポリセリアン（polytherian）とよぶ。また、「ネコ科」といった、系統学的分岐群にアイデンティティを有する人のことをクレードセリアン（cladotherian）とよぶ。さらに、フクロオオカミやステゴサウルスといったすでに絶滅した種をアイデンティティとする人をパレオセリアン（paleotherian）とよぶ。セリアンとしてのアイデンティティと、ヒトとしてのアイデンティティを不変的な調和として保持する人のことをコンセリアン（contherian）とよぶ。

## コミュニティ
時折、オフラインの集まりもあるが、アザーキン・ネットワークはほとんどがオンライン上の現象である。アザーキンのオンラインコミュニティはおおむね正式な権限構造なしに機能し、サポートと情報収集に重点を置いている。また、しばしば特定のキンタイプに基づいたコミュニティが分岐する。
セリアンとヴァンパイアサブカルチャーはアザーキンコミュニティと関連しており、多くの人びとにアザーキンの一部とみなされている。しかし、これらのコミュニティは一部構成者が重複しているとはいえ、文化的・歴史的には異なる運動である。「オルターヒューマン」（alterhuman）はこうした概念をすべて包括するための言葉であり、ほかに多重人格コミュニティなども含まれる。

### シンボル
エルフの星（elven star）あるいは妖精の星（fairy star）ともよばれる{7/3}七芒星は、人ならざるもののアイデンティティを示す最初期のシンボルである。エルフ・クイーンズ・ドーターズ（Elf Queen's Daughters）により考案され、1976年5月にニュースレターの『グリーン・エッグ（Green Egg）』で発表された。
セリアンスロピー（therianthropy）コミュニティの共通シンボルはシータ-デルタ（Theta-Delta, ΘΔ）である。2003年にWerelistフォーラムにおいて、Crinos・Coyote Osborne・Jakkalらによって考案された。ギリシャ文字のシータ（Θ）は「therian」の最初の文字であり、デルタ（Δ）は変容や移り変わりを意味する。Coyote Osborneはポリアモリーが1990年代よりギリシャ文字のパイ（Π）をシンボルとして使っているのと同様に、あまり注意をひかないシンボルを求めていた。シータ-デルタはアザーキンコミュニティの構成員に広く使われている。
- {7/3}七芒星
- シータ-デルタ

### 実践
一部のアザーキンは自然と共感・調和することができると主張する。また、アザーキンのなかには自らが精神的ないしアストラル体的に「変身」する、すなわち、実際には変化していないものの、別種族となっている感覚を体験できると考えるものもいる。さらに、実際に変身することができると主張するものもいるが、彼らはコミュニティにおいて低く見られている。彼らは自らのキンタイプと関連して、幻肢・幻翼・幻尾・幻角などを感じることがある。また、一部のアザーキンには自らのキンタイプに「気づく（awakening）」経験があるという。
アザーキンには、自らの身体とキンタイプないしシアリオタイプとの不一致に、不安や不幸を感じるものがいる。論議はあるものの一般的な用法として、こうした状態を性別違和症候群からの類推で、トランス種（trans-speciesism）あるいは種違和（species dysphoria）とよぶことがある。

### 信仰
多くのアザーキンは多数の平行世界が存在することを信じており、超自然的ないし知的な人間ならざるものの存在を信じるのもそれゆえである。テキサス州立大学の宗教学者であるジョセフ・レイコック（Joseph P. Laycock）は、アザーキンの信念には宗教的な側面もあるものの、「アザーキンのアイデンティティ主張を宗教の実質的定義にあてはめるのは問題がある（the argument that Otherkin identity claims conform to a substantive definition of religion is problematic）」ことを強調する。多くのアザーキンは、アザーキンが宗教的信仰であるという考えを拒絶する。

## 歴史

### 1970年代
オハイオ州ワージントンを拠点に活動するエルフ・クイーンズ・ドーターズ（Elf Queen’s Daughters）の発行するニュースペーパー「グリーン・エッグ（Green Egg）」の1975年9月21日「ヒヒ（Baboon）」版には、人ならざるもののアイデンティティに関するはじめての文書化された言及がある。同号には、「エルフである（elfin）」ことはいかなることかについての声明が載せられ、環境主義と個人アイデンティティの文脈における人間中心主義が軽蔑された。また、同じ号にはそれと関連しない1975年7月31日づけの書簡が掲載され、カリフォルニア州モデストの Treesongと Ravenwolfがアザーキン・アイデンティティに類似する観点を提示している。

これは、私自身や、私の知っている少数の他者のような人たちに向けての、文通の呼びかけです。私は、私たち自身のことをなんと呼べばよいのか全く知りません。しかし、他の人とはまったく異なっていることには気づいています……私たちは皆、いくつかの風変わりな点を持っています。エルフとしての自己認識、「太陽が西から昇る地」―妖精の国―の記憶、故意に他者を傷つけることができないこと、「魔法の民」としての自分自身になりたいという欲求、どこに散らばっていようと、自分たちのような他者と繋がり合うこと。私たちはこれらのこと、そしてエルフや魔法使いの伝統について、誰とでも話したいです。
This is an appeal for communication from other people like myself and a few others that I know. I really don’t know what to call us, but we feel sure that we are a distinct people. [...] We have some peculiarities in common: identification with elves; (some) memory of a place where ‘The Sun Rises in the West’—a faerie place; a total inability to deliberately hurt anyone. A need to be ourselves, a magic people, and to reach out to others of our people, wherever they are scattered. We would love to talk to anyone about these things, and about elvish and wizardly traditions.

### 1990年代
アザーキンに関する最古のインターネット資源は、ケンタッキー大学の学生により1990年に設立されたメーリングリストである、Elfinkind Digest である。このメーリングリストは、「エルフと、エルフに興味を持つオブザーバー（elves and interested observers）」に開かれた。同じく1990年代初期、Usenet には alt.horror.werewolves（AHWW） や alt.fan.dragons といったニュースグループが開かれた。これらは、当初はファンタジーやホラー小説・映画のキャラクターのファンを対象としてつくられ、神話的存在としてのアイデンティティを有する人同士のコミュニティとして発展した。
1995年2月6日、Usenetの alt.pagan グループや alt.magick グループに「エルフ国宣言（Elven Nation Manifesto）」が投稿された。この投稿に対する賛同者は、新しいメーリングリストを立ち上げるのに十分な数だった。ボードゲームの『Changeling: The Dreaming』の開発に携わったリチャード・ダンスキーは、ゲームリリース後の1995年、darkfae-l LISTSERVにおいて「ホワイト・ウルフ・パブリッシングの従業員は、なぜ自分たちの存在についてよく知っているのかということに関する激しい討論が巻き起こった」と述懐し、その論争は「最終的に、リストのメンバーのひとりが、彼らは実際にチェンジリングであるゆえに、このことについてよく知っているのだという明白な結論にたどり着いた」ことで終焉したと述べた。ダンスキーは、自らが人ならざるものであることを否定している。
1996年の4月3日から11日にかけて、イギリス・ウェールズのアベリストウィスで、セリアンの1週間にわたる集まりであるEuroHowl ’96が開かれた。これは、アメリカ国外で開かれたはじめてのアザーキンの集会だった。1996年8月1日には、ダニエル・コーエン（Daniel Cohen）がノンフィクション書籍である Werewolves を上梓し、AHWWにおける人狼としてのスピリチュアリティについて論じた。

### 2000年代
2000年11月9日、ロザリン・グリーン（Rosalyn Greene）はノンフィクション書籍であるThe Magic of Shapeshifting を上梓し、コーエンの著作も引用しながらAHWWにおいて継続的に議論される概念および実践について論じた。この書籍は「変身者（shifters）」に向けての総合的便覧として執筆された。2003年8月6日にはロシアのセリアングループがはじめての公式集会であるВой 2003 を、カレリア共和国・ペトロザヴォーツクのオネガ湖岸で開催した。
2004年7月21日には、WatergazerWolf により DeviantARTにセリアンの旗が投稿された。これは、人間ならざるもののアイデンティティを表す旗として知られている最古のものであり、作者は他のセリアンにも旗をデザインするよう呼びかけた。この旗は赤地で、中央に肉球が描かれており、そこから羽根飾りがぶら下がっていた。羽飾りが付いていることについては、文化の盗用であるとしてコミュニティのメンバーから批判があった。
2005年12月18日、ミネアポリスを拠点とする新聞であるスター・トリビューンは、アザーキンのブログである Draconic に関する記述を含む、ドラゴンについての記事を発行した。同記事ではサイト創設者の Chris Dragon がブログに投稿した行動指針が引用された。アザーキンに関する記述が主要な新聞に掲載されるのは、これがはじめてのことだった。

### 2010年代
2010年4月7日、スウェーデンの新聞であるダーゲンス・ニュヘテルは「時折私は狼のように吠えたくなる（Ibland får jag lust att yla som en varg）」と題する記事を発行し、スウェーデン語のアザーキン・セリアンフォーラムである therian.forumer.com の創設者である Lanina が、セリアンであるとはどのようなことかについて論じた。ヨーロッパの主要な新聞がセアリアン・アイデンティティについて説明したのは、これがはじめてのことだった。
2011年、カナダとアメリカの学際合同研究グループである国際擬人化研究プロジェクト（International Anthropomorphic Research Project, IARP）は、毎年おこなう国際ファーリー調査（International Furry Survey）を拡張し、アザーキンとセリアンを対象に組み入れた。

## 評価と社会受容
コミュニティ外部の人びとは、アザーキンとしてのアイデンティティを持つ人びとに対して、心理的機能不全（psychologically dysfunctional）とみなすといった、様々な意見を持っている。特にオンライン上では、不信感から攻撃的な反感まで、さまざまな反応がみられる。
アザーキンは世界で最も奇妙なサブカルチャーのひとつ（the world's most bizarre subcultures）であり、「いくつかの形態をもつものの、往々にしてインターネット上のみに存在する（in some of its forms, largely only exists on the [Internet]）」宗教実践ないし「疑似宗教（quasi-religion）」であるとみなされている。アザーキンの信仰は「宗教」の定義からは外れるものの、彼らは超常的なもの（paranormal）に対してつよい興味をもっている。ジョセフ・レイコックは、アザーキンコミュニティは一般には宗教と結び付けられるような実存的・社会的機能を有しているといい、アザーキンコミュニティを、代替的な存在論を支える代替的なノモス（an alternative nomos that sustains alternate ontologies）であるとみなしている。彼は、このサブカルチャーに対する社会の否定的受容は、彼らの信念が、社会において有力な世界観に挑戦するものであるゆえであると考えている。ニック・ママタスは、アザーキンは現代社会に対する不満を表明しているとし、彼らは妖精の伝承を本来の文脈から切り離して用いていると論じた。
ダニエル・カービー（Daniel Kirby）は2008年にアザーキンに関するはじめての学術論文を上梓し、コミュニティについて学術界に紹介した。カービーはアザーキンがネオペイガニズム運動と理念を共有していると論じたが、これは「暫定的な分類（interim classification）」であるとし、「このグループをネオペイガンないしテクノペイガンときっぱり説明してしまうことは、運動実践者の焦点をぼかしてしまうものである（to construe this group as specifically neo-pagan or techno-pagan obscures the focus of the participants）」と述べている。これにもかかわらず、後続する多くの研究は、アザーキンコミュニティが本質的に宗教的性質を有したものであると論じている。
2016年以降、アザーキン研究はナラティブ・アイデンティティ的なアプローチを採用するようになり、アザーキンがどのようにして自らの経験を理解するようになったのかについて調査している。ステファニー・シア（Stephanie C. Shea）は先行研究を調査し、アザーキンというサブカルチャーを宗教ないしスピリチュアリティのいずれかである、あるいはいずれかに類似しているという、広く流布された考えについて批判している。

## 関連文献
- Anna Peachey; Mark Childs (2011). “Ch. 4: Liminal Phases of Avatar Identity”. Reinventing Ourselves: Contemporary Concepts of Identity in Virtual Worlds. Springer. ISBN 978-0-85729-360-2
- Baker-Whitelaw, Gavia (21 July 2015). "Meet the people who don't identify as human". The Week（英語版）.
- “Why be human when you can be otherkin?” University of Cambridge, Research published 16 Jul 2016
- "Otherkin are the internet’s punchline. They’re also our future". The Daily Dot, article published September 26th 2020